# Oscillococcinum

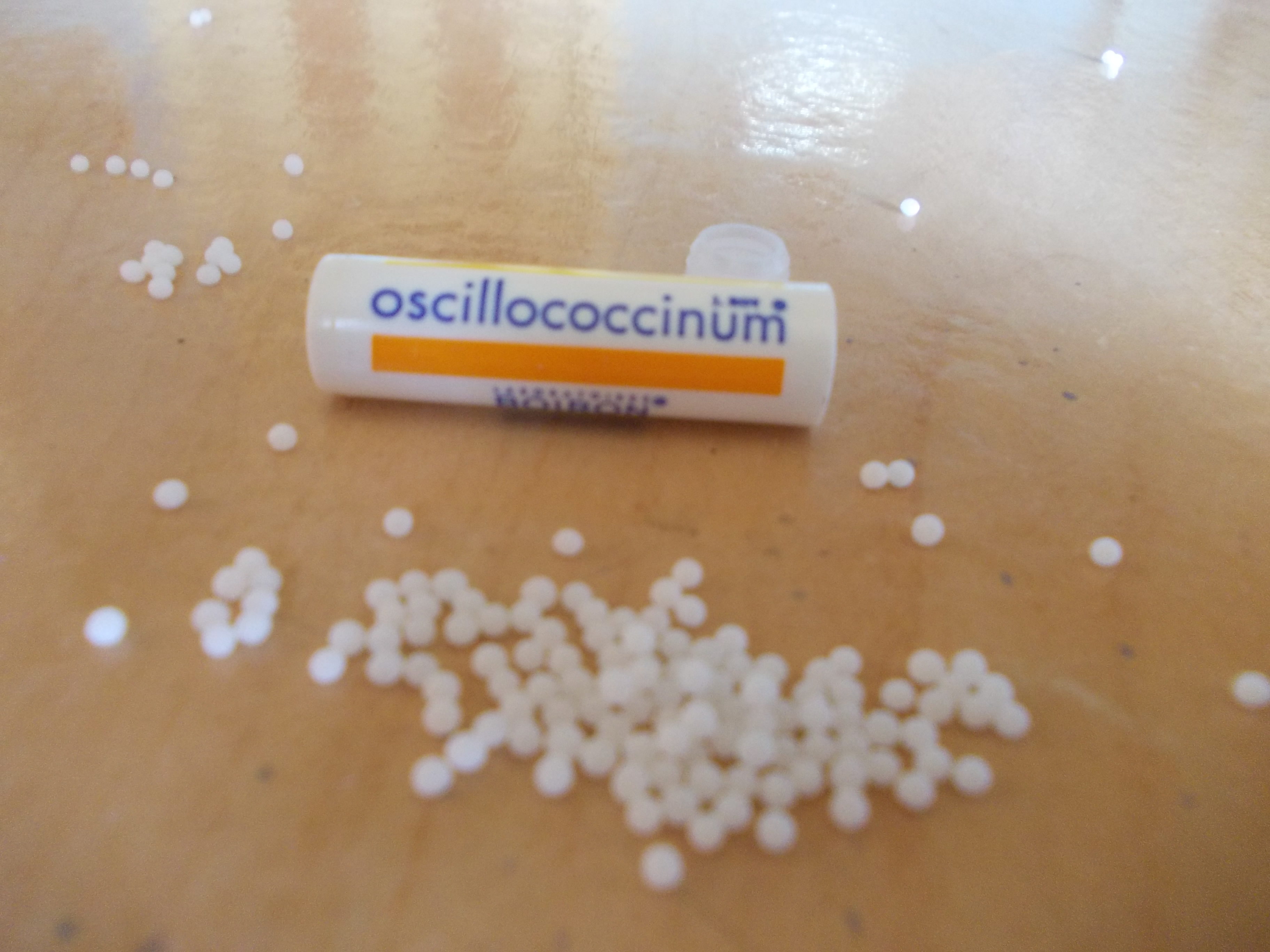
O doză de oscillococcinum

Oscillococcinumul este un produs homeopatic care, după informațiile date de fabricant, ameliorează sau previne simptomele răcelii și ale gripei, fapt nedovedit științific. Este unul dintre produsele homeopatice cele mai populare, mai ales în Franța unde se fabrică și se comercializează de peste 65 de ani. Produsul este înregistrat de compania franceză Boiron care este singura producătoare a acestui produs homeopatic și pentru care acest produs aduce un important beneficiu, respectiv mai mult de 300 milioane de euro anual.

## Origini
Cuvântul oscillococcinum a fost inventat de către medicul Joseph Roy (1891-1978) care l-a folosit în cercetările asupra gripei spaniole din 1918. Joseph Roy credea că bolile precum: eczemele, tuberculoza, reumatismul, cancerul sau oreionul erau cauzate de o singură bacterie pe care susținea că ar fi văzut-o și a numit-o Oscillococcus. În actualitate există dovezi care arată că teoriile lui Joseph Roy sunt în întregime greșite. Oscillococcus nu a putut fi observat de către nici un om de știință și nici nu este acceptat în bacteriologie sau biologie.

## Ingrediente
Ingredientele sunt:
- Ingredient activ Anas Barbariae Hepatis et Cordis Extractum HPUS 200CK (extract de ficat și inimă de rață leșească) 1×10−400 g (mult mai puțin decât greutatea oricărui atom, de circa 1,7 x 10370 ori mai puțin decât greutatea atomului de hidrogen)
- 100% Ingredient inactiv 0.85g de zaharoză (zahăr obișnuit) și 0.15g de lactoză (glucid extras din lapte)

## Tehnică de preparare
- Se umple o sticlă sterilă cu un amestec de suc pancreatic și glucoză
- Se ia o rață leșească, se sacrifică și i se scot ficatul și inima
- Se adaugă conținutului sticlei 35 de grame de ficat și 15 grame de inimă
- Apoi se lasă sticla în repaos 40 de zile, timp în care ficatul și inima se vor dizolva
- Se umple un recipient, indiferent de mărime, cu apă pură
- Se adaugă în apa din recipient o picătură din poțiunea obținută în sticlă
- Se agită conținutul energic
- Se golește recipientul
- Se reumple recipientul cu apă pură
- Se repetă procedeul de golire, agitare și reumplere de 250 de ori
- Se folosește soluția obținută pentru a îmbiba tabletele obținute din amestecarea produșilor inactivi.

Se folosește metoda Korsakov de preparare a soluției, aprobată de Hahnemann în 1832.

## Indicații terapeutice
Produs homeopatic utilizat în mod tradițional pentru tratamentul stărilor gripale. 

## Eficacitate
Nu există nicio dovadă științifică ce ar putea dovedi că Oscillococcinum ar avea vreun alt efect în afară de efectul placebo.
Ca în orice produs homeopat, în orice doză din acesta nu există niciun ingredient activ și în plus nu există nicio dovadă că ficatul de rață ar putea să combată gripa.
Comercializarea Oscillococcinum-ului a stârnit controverse în lumea științifică și medicală, laboratoarele Boiron aflându-se chemate în fața instanței, fiind acuzate de inducerea în eroare a publicului.